# Síntese estatística

Gráfico de Caixa do Michelson–Morley experiment, mostrando várias sínteses de estatística.

Em estatística descritiva, síntese estatística é usada para resumir um conjunto de observações, a fim de comunicar a maior quantidade o mais simples possível. Os estatísticos comumente tentar descrever as observações em
- Uma medida de localização, ou tendência central, tal como o média aritmética;
- uma medida de dispersão estatística como o desvio padrão;
- uma medida da forma de distribuição como a assimetria ou a curtose;
- se mais de uma variável é medida, uma medida de  dependência estatística, como a  coeficiente de correlação.

Uma coleção comum de ordem estatística usada como síntese estatística é o resumo de cinco números, às vezes estendido para um resumo de sete número, ou associado gráfico de caixa.
As entradas de uma tabela de análise de variância tabela também pode ser considerado como uma síntese estatística.

## Exemplos de síntese estatística

### Localização
Medidas comuns de localização, ou tendência central, são a média aritmética, mediana,  moda e o interquartil.

### Propagação
Medidas comuns de dispersão estatística são os desvio padrão, variação,  intervalo, intervalo interquartil, desvio absoluto e a distância do desvio padrão. Medidas que avaliam a propagação em comparação com o tamanho típico de valores de dados incluem o coeficiente de variação.
O coeficiente de Gini foi originalmente desenvolvido para medir a desigualdade de renda e é equivalente a um dos L-momento s.
Um simples resumo de um conjunto de dados é dado às vezes citando especialmente a ordem estatística com aproximações selecionando os percentis de uma distribuição.

### Forma
Medidas comuns da forma de uma distribuição são a assimetria ou curtose, enquanto algumas alternativas podem ser baseadas em L-momentos. Uma medida diferente é a  assimetria distância, para a qual o valor zero implica simetria central.

### Dependência
A medida comum de dependência entre variáveis aleatórias emparelhadas é o coeficiente de correlação de Pearson, enquanto numa síntese estatística comum a alternativa é o coeficiente de correlação de Spearman. O valor zero, para a distância de correlação implica independência.